# Bürgle (Berg)
Die Bürgle ist ein 2165 m ü. M. hoher Gipfel in der Gantrischkette im Schweizer Kanton Bern. Sie ist die höchste Erhebung zwischen Ochsen (2188 m ü. M.) im Westen und Gantrisch (2178 m ü. M.) im Osten.
Im Nordosten fällt der Berg steil ab zum Gantrischseeli und Gurnigelpass. Dem Gipfel ist hier die Chummlispitz (2026 m ü. M.) vorgelagert. Steil, aber kaum felsig ist die Nordwestflanke zum Schwefelberg-Bad. Der Südostgrat fällt im Gipfelbereich nur langsam, danach aber doch auch steiler zum Morgetepass (1958 m ü. M.) ab. Zwischen Bürgle und Gemsflue (2154 m ü. M.) liegt eine Senke mit Grasmatten. Südlich davon fällt das Gelände steil ab ins Tal von Morgete, das bei Därstetten in die Simme entwässert.
Die Bürgle liegt im Regionalen Naturpark Gantrisch. Sie ist auf verschiedenen Wegen gut zu Fuss erreichbar. Oft wird sie via Morgetepass (1958 m ü. M.) bestiegen. Ein steiler Zustieg führt über den Bürglegrat, den Nordgrat der Bürgle. Die Bürgle ist auch beliebt als Ziel für Skitouren.
Vom Gipfel bietet sich ein weiter Rundblick in die Berner Alpen, zur Niesenkette, in die Waadtländer und Freiburger Voralpen, übers Mittelland mit Neuenburgersee, Murtensee und Bielersee bis zum Jura.

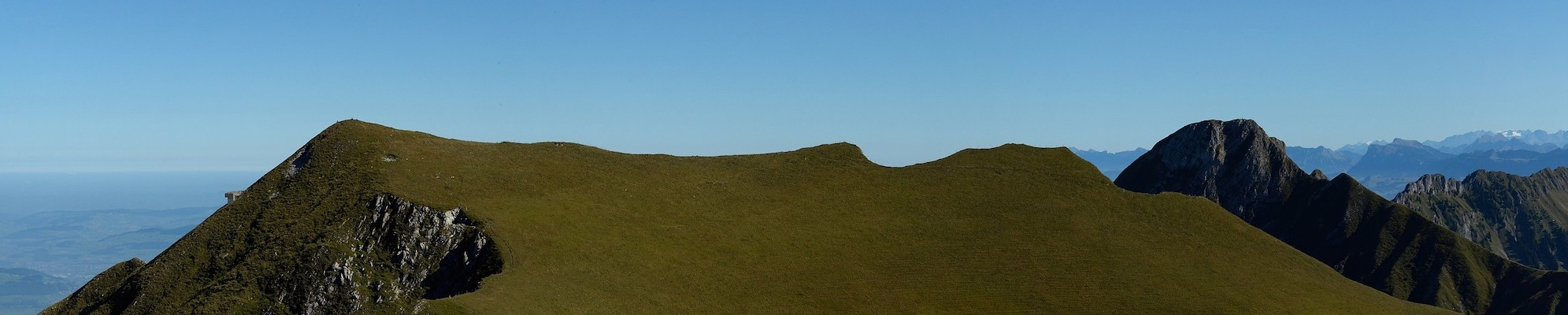
Flache Südwestflanke von der Gemsflue gesehen
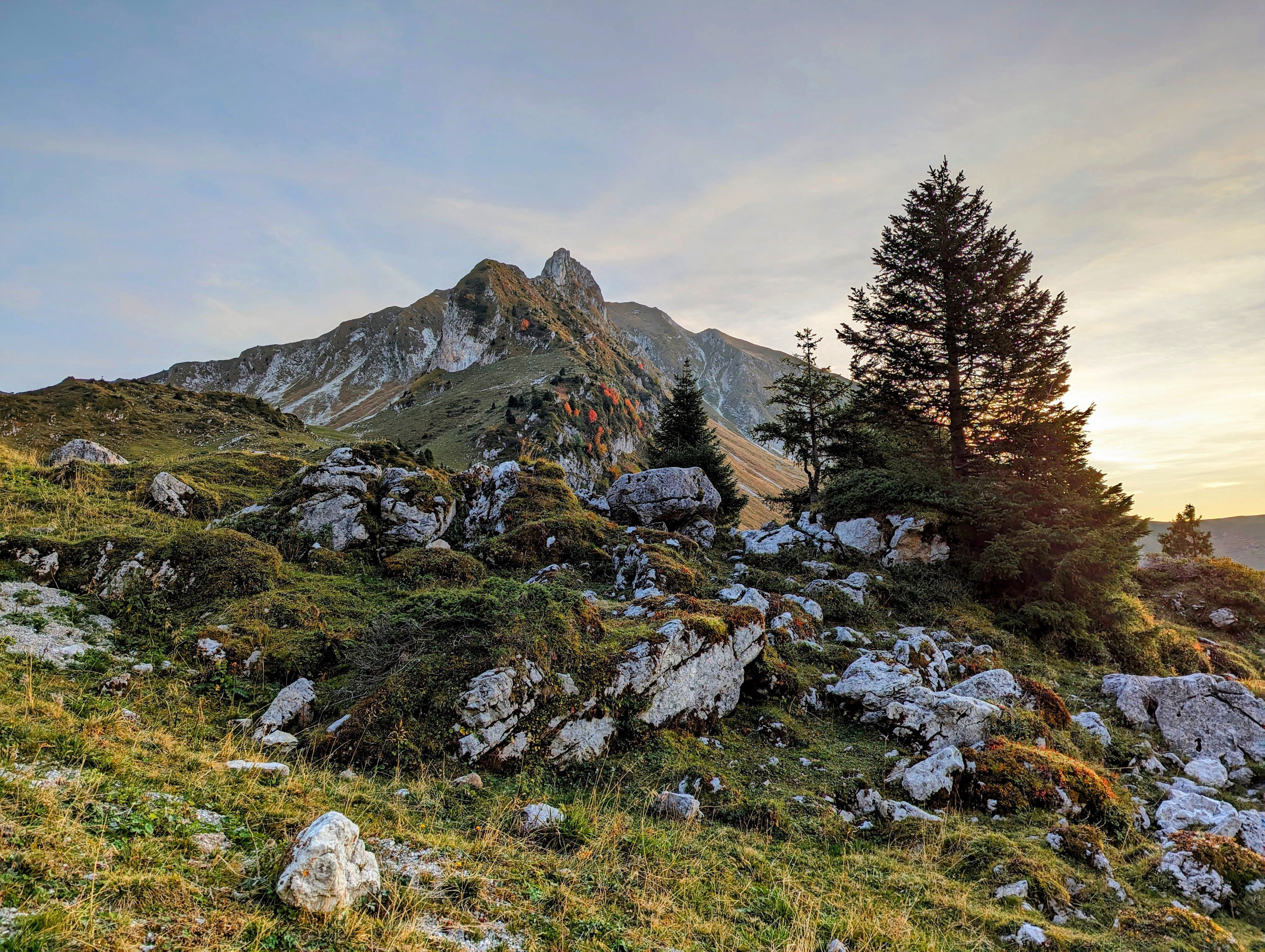
Blick zur Bürgle beim Auf-/Abstieg via Morgetepass
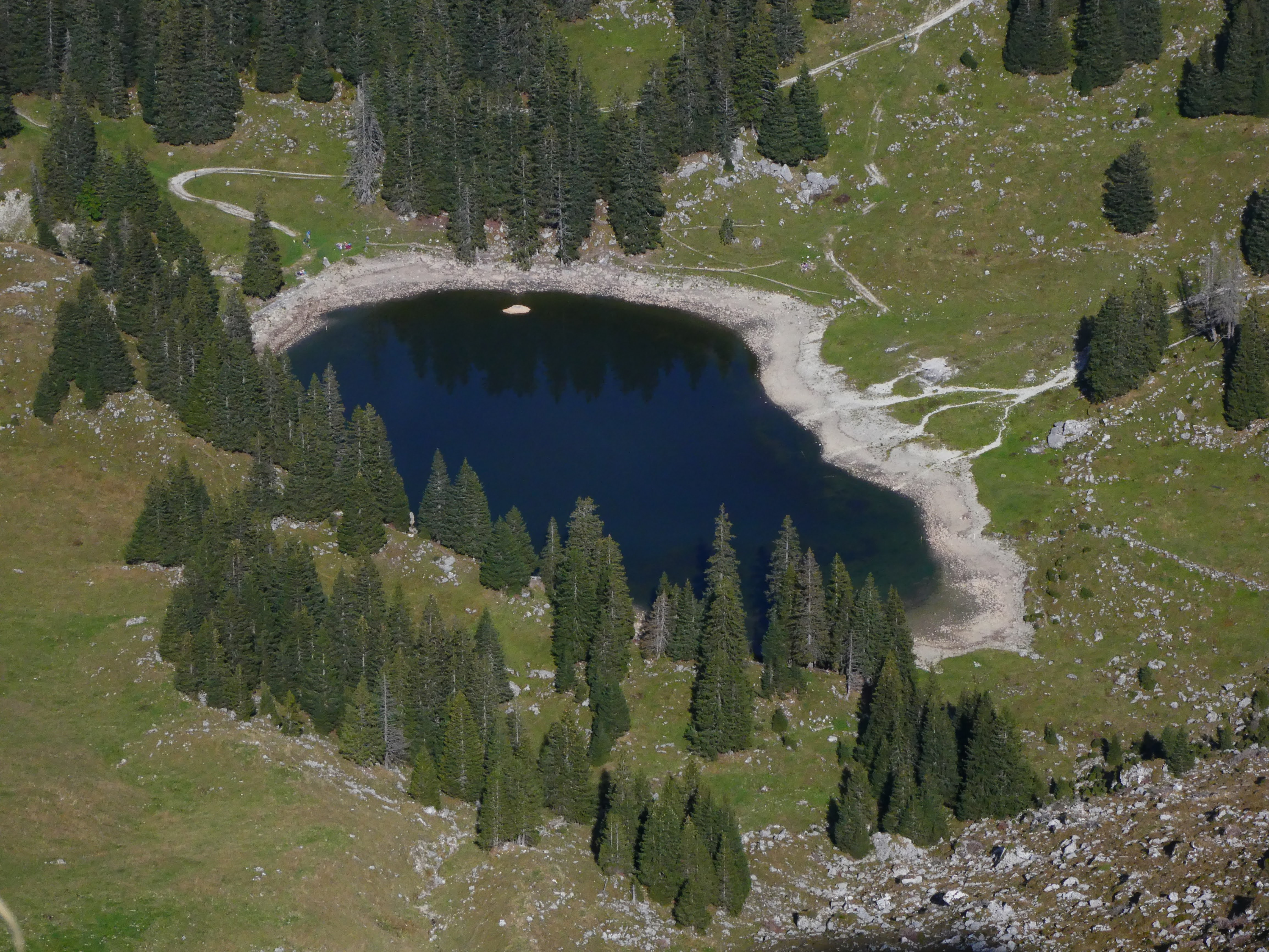
Blick von der Bürgle zum Gantrischseeli